# Stokmarknes
Stokmarknes egy település Norvégia északi részén, Nordland megyében. A közigazgatási Hadsel község területének közigazgatási központja. Stokmarknes lakossága 3540 fő (2024).

## Elhelyezkedése
Norvégia északi részének partvidékén található Vesterålen szigetcsoport szigetein fekszik, ami a Lofoten szigetek szomszédságában, attól északra található. Maga Stokmarknes a 102 km2 nagyságú Hadseløya sziget északi partján, illetve a közvetlen e mellett lévő, mindössze 1.4 km2--es Børøya szigeten terül el. A két városrészt híd köti össze. A Hadseløya szigettől északra Langøya szigete van, ahová szintén közúti hídon átvezet a 82-as számú út.

## Története
1776-ban kapta meg a „kiváltságos kereskedelmi állomás” státuszt. Stratégiai szempontból kedvező helyen volt a Vesterålen külső oldalán hajózó hajók számára. A város a 19. században stratégiai fekvésének köszönhetően egyre nagyobb jelentőségre tett szert. 1893-ban Richard With hajós kapitány és üzletember megalapította a Hurtigruten hajózási társaságot. A hajójáratok 1922 óta rendszeresen megállnak Stokmarknesben. 2000-ben Stokmarknes városi rangot kapott.

## Gazdasága, látnivalók
A mai napig fontos a halászat, halfeldolgozás és a haltenyésztés, a Nordlaks cégnek itt van a székhelye és tenyésztési létesítményei. Stokmarknes a Hurtigruten szülőhelyének számít, mivel Richard With 1881-ben itt alapította meg a Vesterålen Gőzhajózási Társaságot. Ehhez kapcsolódóan a városban található a Hurtigruten Múzeum (Hurtigrutemuseet). A part mellett hosszú éveken át volt kiállítva az 1956-ban épült, majd 1993-ban kivont MS Finnmarken nevű hajó. 2021-ben egy modern, üvegfalú épületet emeltek, amelybe elhelyezték ezt a kiállított múzeum hajót. A múzeum szomszédságában 2023-ban nyitott meg a 8 emeletes Quality Hotel Richard With szálloda.
A városnak van középiskolája, illetve kórháza a Vesterålen régió számára nyújt szolgáltatásokat.

## Közlekedés
A Stokmarknes repülőtér (IATA: SKN, ICAO: ENSK) a várostól északra, a Langøya szigeten van. Innen naponta több járat indul a két jelentősebb közeli városba, Bodø, és Tromsø repülőtereire.  Kikötőjében a Hurtigruten part menti hajójárat naponta megáll. Autóval Bodø irányából komppal érhető el, Narvik felől (Sortland-on keresztül) viszont közúton, komp használata nélkül is megközelíthető.

## Képek

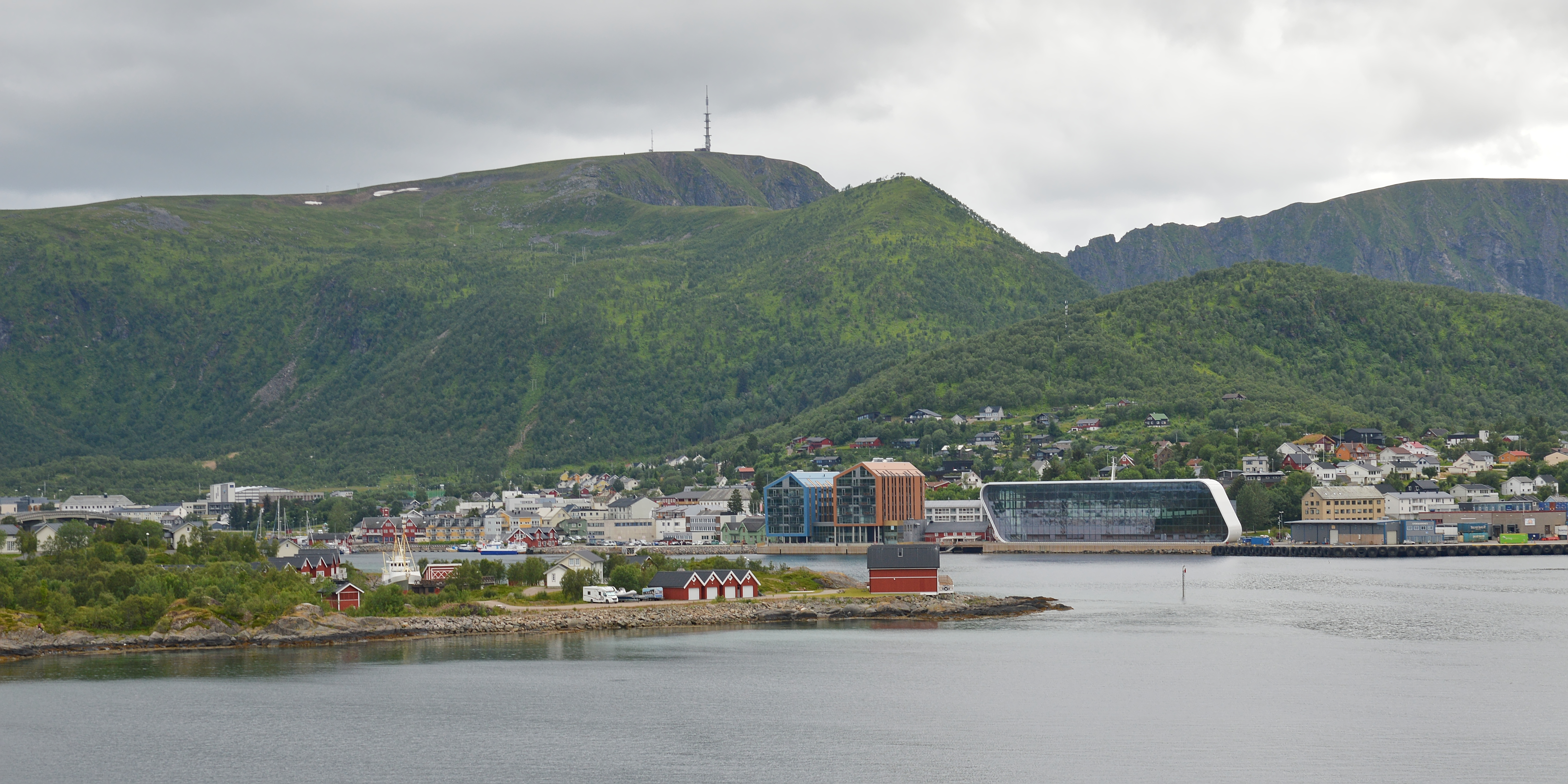
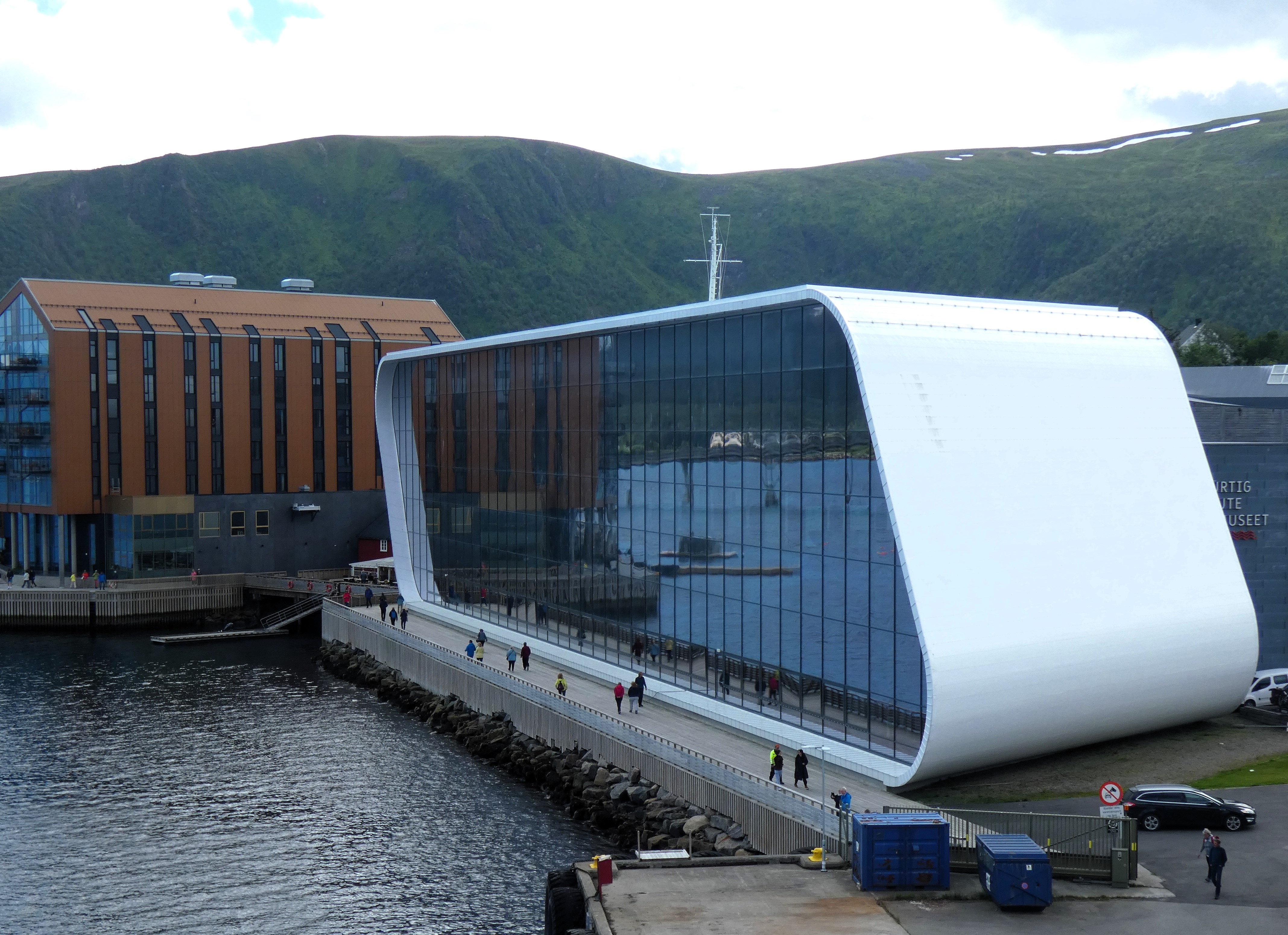
Hurtigrutemuseet (hajózási múzeum)